# Jean-Pierre Cassel
Jean-Pierre Cassel, nome artístico de Jean-Pierre Crochon (Paris, 27 de Outubro de 1932 — Paris, 19 de Abril de 2007) foi um ator francês.
Era filho de Louise-Marguerite Fabrègue e Georges Crochon. Foi casado com Sabine Liquite, com quem teve três filhos: o ator Vincent Cassel, Mathias e Olivia. Foi também casado com Anne Cèlérier, mãe da sua filha, a atriz Cécile Cassel.
Fez sua estreia no cinema a convite de Gene Kelly, em 1956.

## Filmografia parcial

### Filmografia 1950 - 1959
- 1950 : Pigalle St-Germain-des-Prés de André Berthomieu - sem créditos
- 1952 : La Route du bonheur de Maurice Labro
- 1953 : Un acte d'amour de Anatole Litvak - un danseur
- 1956 : La Peau de l'ours de Claude Boissol - le fils Duquenne
- 1957 : À pied, à cheval et en voiture de Maurice Delbez - Mariel
- 1957 : Comme un cheveu sur la soupe de Maurice Régamey - un journaliste
- 1957 : The Happy Road de Gene Kelly - sem créditos
- 1957 : Trois pin-up comme ça de Robert Bibal
- 1957 : En cas de malheur de Claude Autant-Lara -le joueur de trompette
- 1958 : Le Désordre et la Nuit de Gilles Grangier - un danseur
- 1958 : Sacrée jeunesse d'André Berthomieu
- 1958 : Et ta sœur de Maurice Delbez - l'ami du fiancé
- 1959 : La Marraine de Pierre Chevalier -Claude

### Filmografia 1960 - 1969
- 1960 : Les Jeux de l'amour de Philippe de Broca - Victor
- 1960 : Le Farceur de Philippe de Broca - Edouard Berlon
- 1960 : Candide ou l'optimisme du XXe siècle de Norbert Carbonnaux - Candide
- 1961 : Napoléon II, l'aiglon de Claude Boissol - Gustav von Neipperg
- 1961 : L'Amant de cinq jours de Philippe de Broca - Antoine
- 1961 : Aimez-vous Brahms ? d'Anatole Litvak - un danseur
- 1962 : La Gamberge de Norbert Carbonnaux - Albert
- 1962 : Les Sept Péchés capitaux - sketch : L'avarice de Claude Chabrol - Raymond
- 1962 : Le Caporal épinglé de Jean Renoir - le caporal
- 1962 : Arsène Lupin contre Arsène Lupin de Édouard Molinaro - Gérard
- 1963 : Nunca pasa nada - de Juan Antonio Bardem - Giovanni
- 1963 : Cyrano et d'Artagnan de Abel Gance - D'Artagnan
- 1964 : Haute infidélité (sketch La sospirosa) de Luciano Salce - Tonino
- 1964 : Les plus belles escroqueries du monde (sketch : L'homme qui vendit la Tour Eiffel) de Claude Chabrol - Alain des Arcys
- 1964 : Un monsieur de compagnie de Philippe de Broca - Antoine
- 1965 : Those Magnificent Men in Their Flying Machines or How I Flew from London to Paris in 25 hours 11 minutes de Ken Annakin - Pierre Dubois
- 1966 : Les Fêtes galantes de René Clair - Jolicoeur
- 1966 : Paris brûle-t-il ? de René Clément - le lieutenant Henri Karcher
- 1967 : Révolution d'octobre de Frédéric Rossif - seulement narrateur
- 1967 : Jeu de massacre de Alain Jessua -  Pierre Meyrand
- 1968 : La Dolci Signore - de Luigi Zampa - le mari de Luisa
- 1969 : L'Armée des ombres de Jean-Pierre Melville - Jean-François Jardie
- 1969 : Oh ! What a lovely war de Richard Attenborough - le colonel français

### Filmografia 1970 - 1979
- 1970 : L'Ours et la Poupée de Michel Deville - Gaspard
- 1970 : La Rupture de Claude Chabrol - Paul Thomas
- 1970 : Le Bateau sur l'herbe de Gérard Brach - David
- 1971 : Malpertuis d'Harry Kümel - Lampernisse
- 1972 : Le charme discret de la bourgeoisie de Luis Buñuel - M. Sénéchal
- 1973 : Il Magnate de Giovanni Grimaldi - Gianni
- 1973 : Baxter! de Lionel Jeffries - Roger Tunnell
- 1973 : The Three Musketeers de Richard Lester - Louis XIII
- 1974 : Le Mouton enragé de Michel Deville - Claude Fabre
- 1974 : Murder on the Orient Express de Sidney Lumet - Pierre Paul Michel
- 1974 : On l'appelait Milady de Richard Lester - Louis XIII
- 1974 : That Lucky touch de Christopher Miles - Leo
- 1975 : Les Œufs brouillés de Joël Santoni
- 1976 : Docteur Françoise Gailland de Jean-Louis Bertucelli - Daniel Letessier
- 1976 :  Folies bourgeoises de Claude Chabrol - Jacques Lavolet
- 1978 : Who Is Killing the Great Chefs of Europe? de Ted Kotcheff - Kohner
- 1978 : Les Rendez-vous d'Anna de Chantal Akerman - Daniel
- 1978 : Je te tiens, tu me tiens par la barbichette de Jean Yanne - Jean-Marcel Grumet
- 1978 : Grandison de Joachim Kurz - Oppenheimer
- 1979 : From Hell to Victory de Umberto Lenzi - Dick Sanders
- 1979 : La Ville des silences de Jean Marbœuf - le privé
- 1979 : La giacca verde - (TV) de Franco Giraldi

### Filmografia 1980 - 1989
- 1980 : Le Soleil en face de Pierre Kast - Marat
- 1980 : 5 % de risques de Jean Pourtalé - Henri Tanin
- 1980 : Superman II de Richard Lester - l'officier français à la Maison-Blanche
- 1981 : Nu de femme de Nino Manfredi - Pireddu
- 1981 : La vie continue de Moshé Mizrahi - Pierre
- 1982 : Alicja de Jacek Bromski et Jerzy Gruza - Rabbit
- 1982 : Ehrengard de Emidio Greco - Cazotte
- 1982 : La Guérilléra de Pierre Kast - le colonel Larzac
- 1982 : La Truite de Joseph Losey - Rambert
- 1983 : Vive la sociale ! de Gérard Mordillat - le camelot
- 1984 : Tranches de vie de François Leterrier - le comte de Forcheville
- 1986 : Se un giornio busserai alla mia porta de Luigi Perelli - TV
- 1987 : Vado a riprendermi il gatto de Giuliano Bagetti
- 1989 : Chouans ! de Philippe de Broca - le baron de Tiffauges
- 1988 : Mangeclous de Moshé Mizrahi - De Survile
- 1988 : Toscanini de Franco Zeffirelli - Maestro Minguez
- 1989 : The Return of the Musketeers de Richard Lester - Cyrano de Bergerac

### Filmografia 1990 - 1999

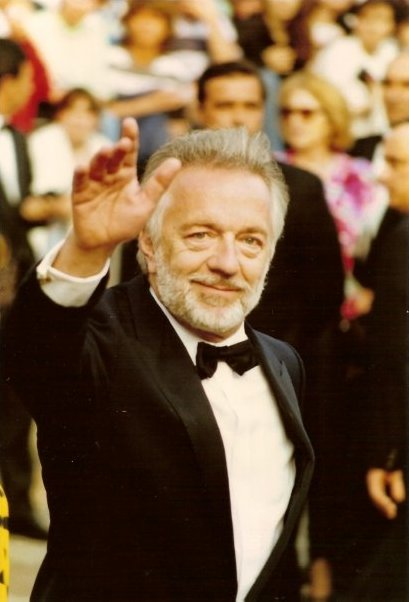
1992

- 1990 : Mister Frost de Philippe Setbon - l'inspecteur Corelli
- 1990 : Vincent et Théo de Robert Altman - Paul Gachet
- 1991 : The Favour, the Watch and the Very Big Fish de Ben Lewin - Zalman
- 1991 : Aqui d'el rei! de António Pedro Vasconcelos
- 1992 : L'œil écarlate de Dominique Roulet - Leprince
- 1992 : Pétain de Jean Marbœuf - Hans Roberto
- 1992 : Sur la terre comme au ciel de Marion Hänsel - le rédacteur en chef'
- 1992 : Coup de jeune de Xavier Gélin - le ministre
- 1993 : Casque bleu de Gérard Jugnot - Nicolas
- 1993 : Chá Forte com Limão de Antonio de Macedo - Tiago
- 1993 : Amor e Dedinhos de Pé de Luis Filipe Rocha - Gonçalo Botelho
- 1993 : Métisse de Mathieu Kassovitz - le gynécologue
- 1994 : L'Enfer de Claude Chabrol - M. Vernon
- 1994 : Prêt-à-Porter de Robert Altman - Olivier de la Fontaine
- 1995 : La Cérémonie de Claude Chabrol - Georges Lelièvre
- 1995 : Les Bidochon, de Serge Korber - le PDG de Canal B
- 1995 : Amores que matan de Juan Manuel Chumilla - André
- 1997 : Con rabbia e con amore de Alfredo Angeli
- 1998 : La Patinoire de Jean-Philippe Toussaint - Ice Rink's Manager
- 1998 : Le Plus beau pays du monde de Marcel Bluwal - Blondel
- 1999 : Sade de Benoît Jacquot - le vicomte de Lancris
- 1999 : Trafic d'influence de Dominique Farrugia - Pierre-Jean Guisard

### Filmografia 2000 - 2007
- 2000 : À propos de Buñuel de José Luis López-Linares et Javier Rioyo
- 2000 : Les Rivières pourpres de Mathieu Kassovitz  - le docteur Bernard Chernezé
- 2001 : L'inconnu de Vincent Buffé
- 2003 : Michel Vaillant de Louis-Pascal Couvelaire - Henri Vaillant
- 2003 : The Wooden camera de Ntshaveni Wa Lurul - M. Shawn
- 2004 : Narco de Tristan Aurouet e Gilles Lellouche - le père de Gilles
- 2005 : Virgil de Mabrouk El Mechri - Ernest
- 2005 : Dans tes rêves de Denys Thibaud - Mike
- 2005 : Bunker Paradise de Stefan Liberski - Henri Devaux
- 2005 : J'aurais voulu être un danseur d’Alain Berliner - Guy adulte
- 2006 : Call Me Agostino de Christine Laurent - Adrien Beaudessin
- 2006 : Fair Play (filme)Fair Play de Lionel Balliu - Edouard
- 2006 : Congorama de Philippe Falardeau - Hervé Roy
- 2006 : Mauvaise Foi de Roschdy Zem - Victor Breitmann
- 2007 : Contre-enquête de Franck Mancuso - le docteur Delmas
- 2007 : Le Scaphandre et le Papillon de Julian Schnabel - le père Lucien / vendeur Lourdes
- 2007 : Où avez-je la tête ? de Nathalie Donnini
- 2007 : Vous êtes de la police ? de Romuald Beugnon - Simon Sablonnet
- 2007 : Astérix aux jeux olympiques de Thomas Langmann et Frédéric Forestier - Panoramix